# Fyren (biograf, Göteborg)
Fyren var en biograf vid Stigbergstorget 2 i Göteborg, som öppnade den 25 januari 1943 med  Abbott & Costello i Ursäkta skynket. Två av Göteborgs biografkedjor, Palladiumbiograferna och Biograf AB Centrum, drev Fyren tillsammans med Europafilm innan SF tog över den 1984. Från den 15 februari 1985 drevs Fyren av Rolf Magnusson till biografen slutligen stängde i december samma år.